# ادل (ویسکانسین)
ادل، ویسکانسین (به انگلیسی: Adell, Wisconsin) یک Village (Wisconsin) و روستا در ایالات متحده آمریکا است که در شهرستان شیبویگان، ویسکانسین واقع شده‌است.

## خصوصیات
ادل ۱٫۴۸ کیلومترمربع مساحت و ۵۱۶ نفر جمعیت دارد و ۲۷۶ متر بالاتر از سطح دریا واقع شده‌است.

## نگارخانه

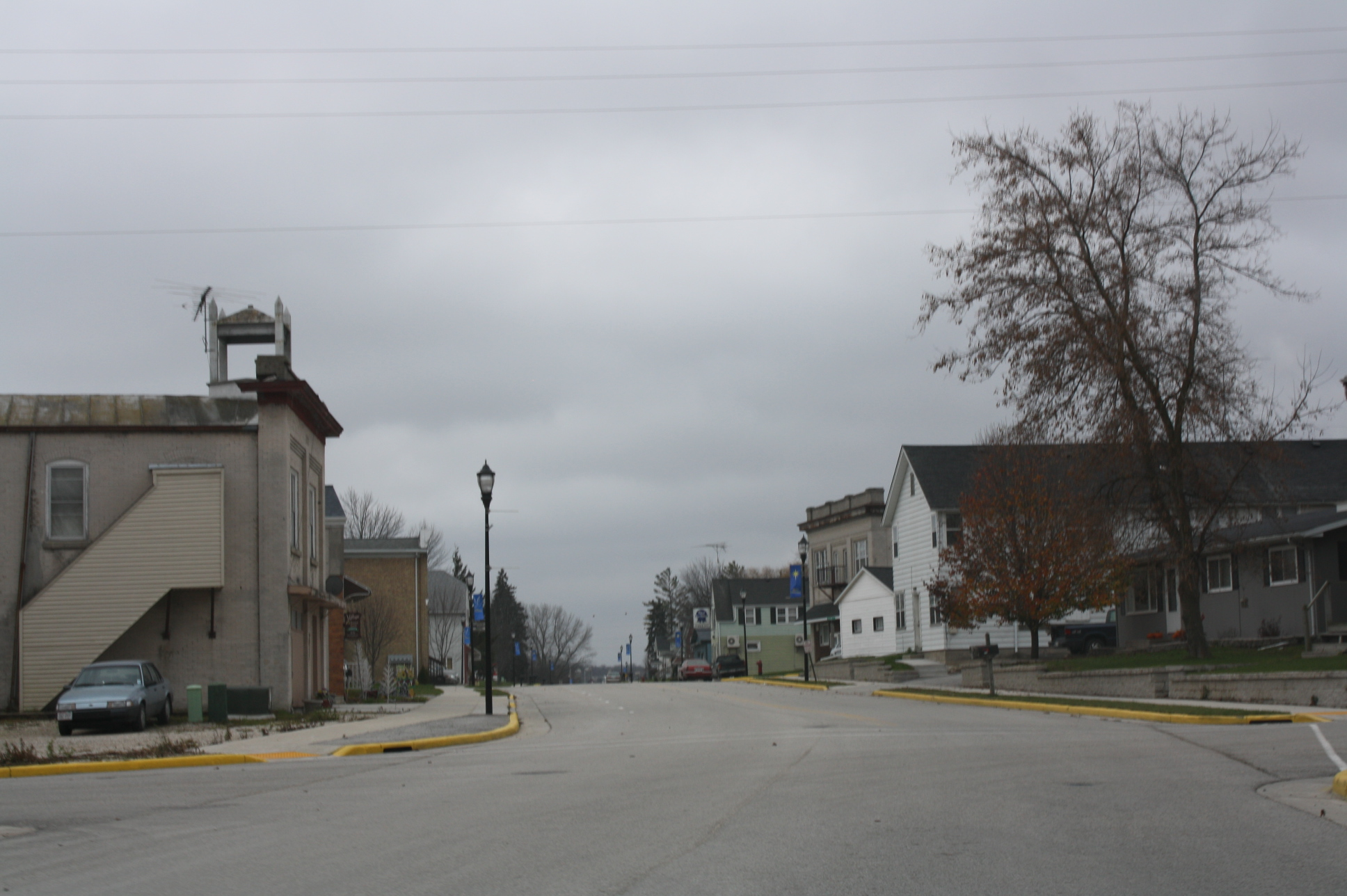
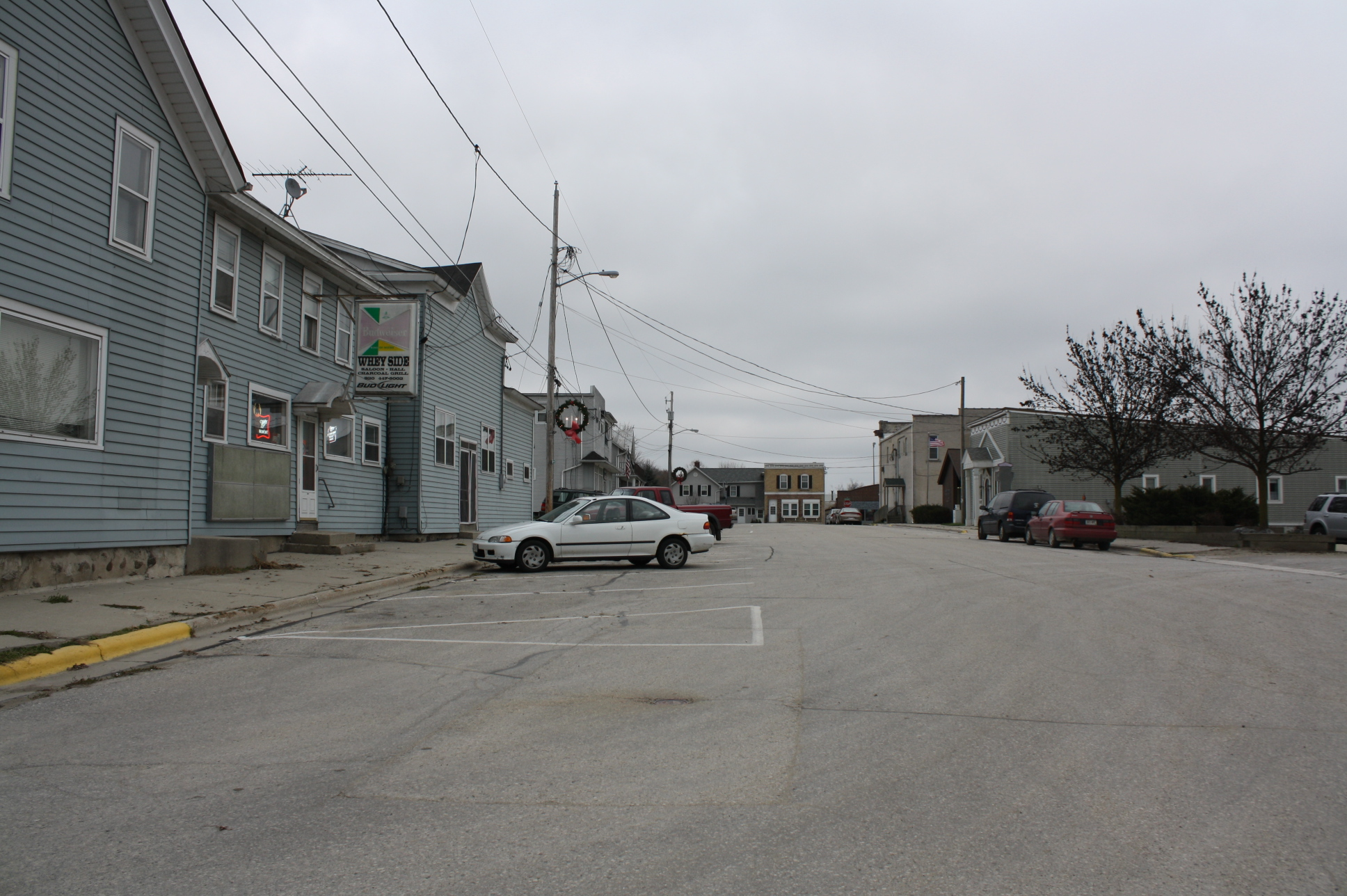
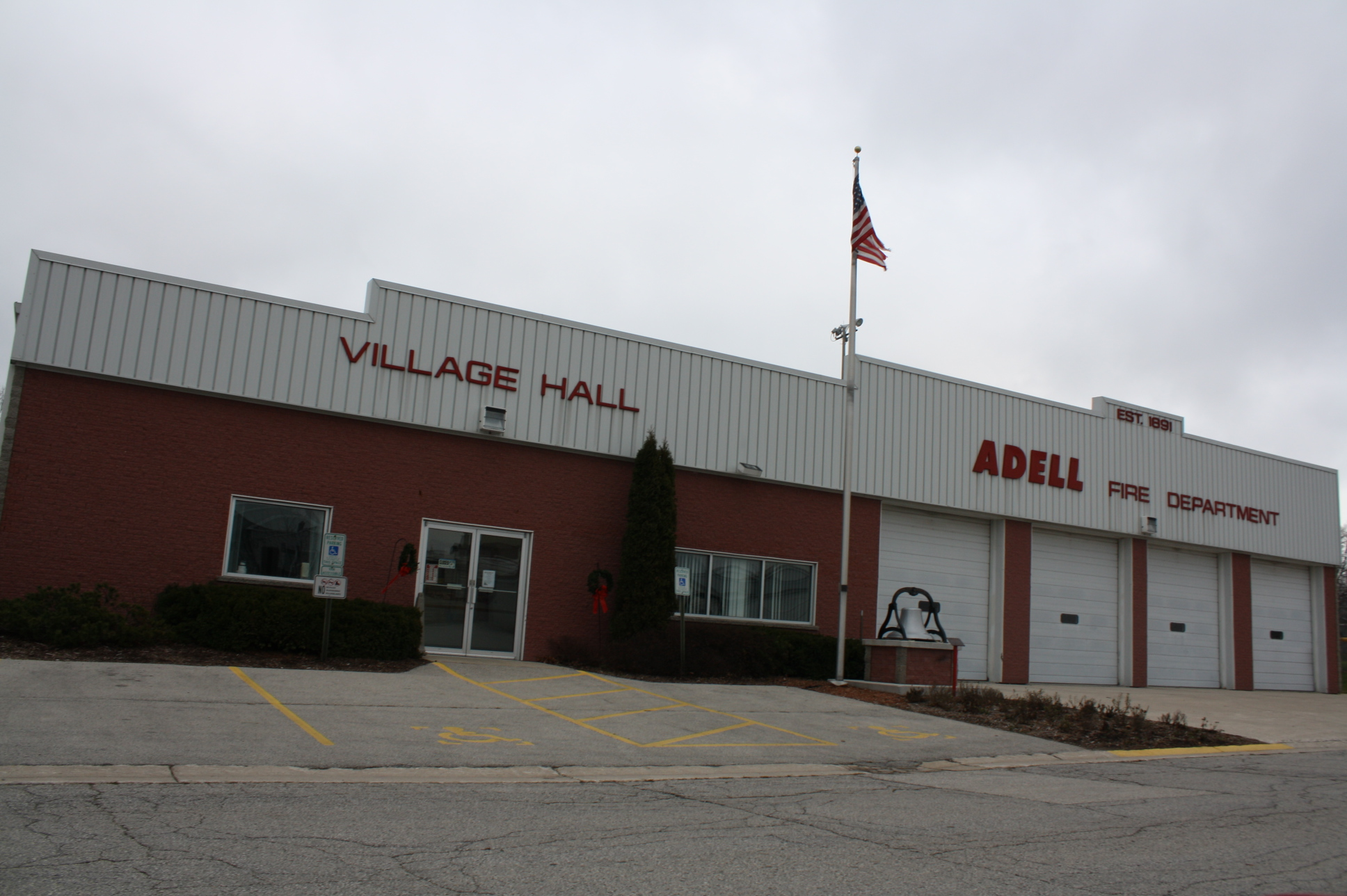
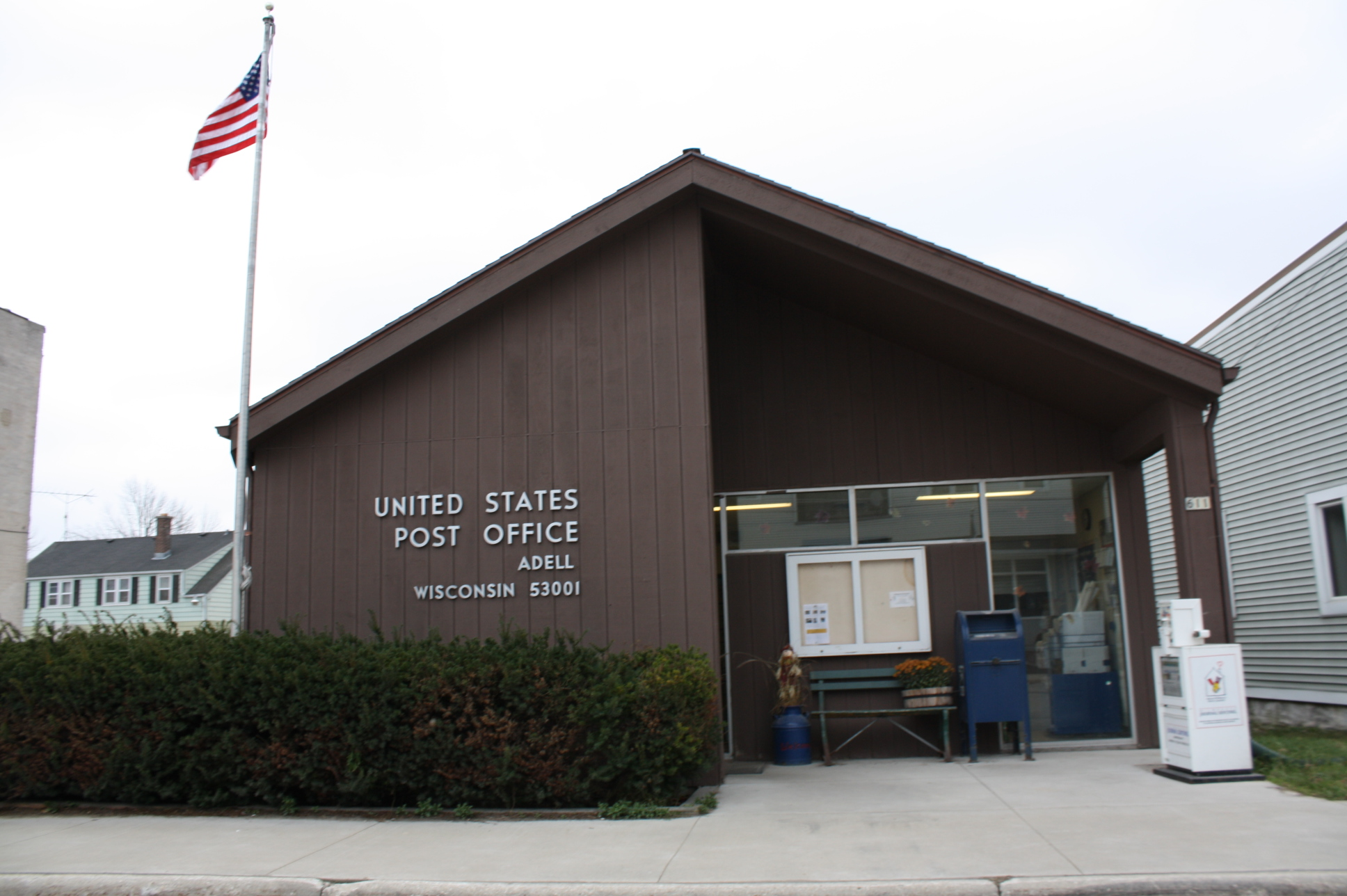
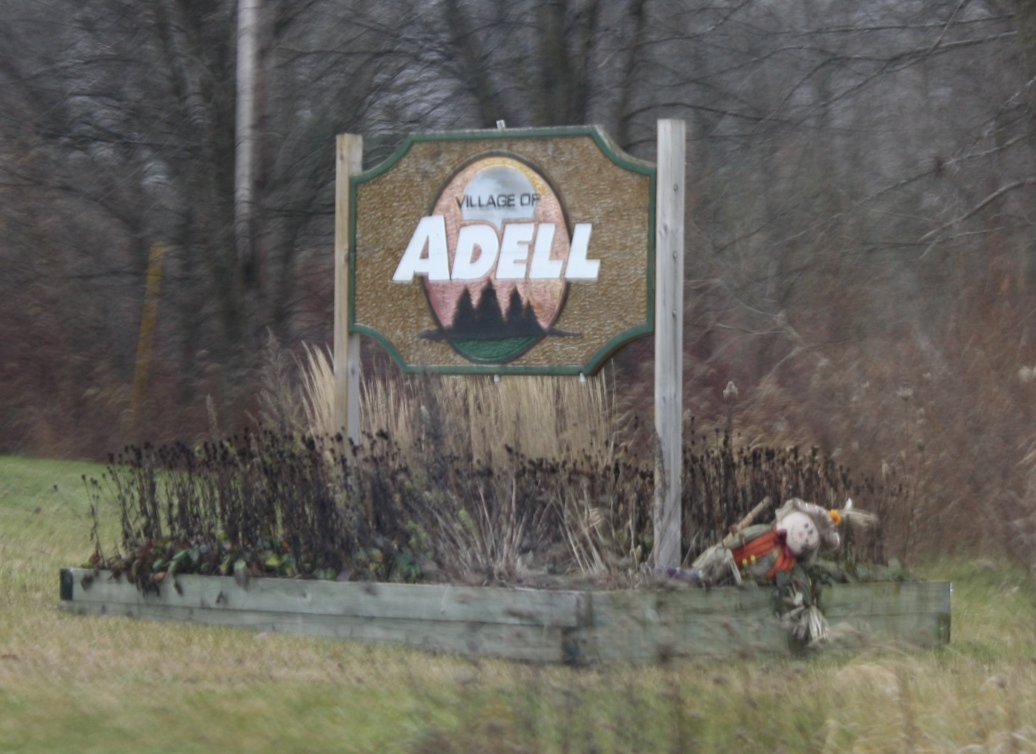
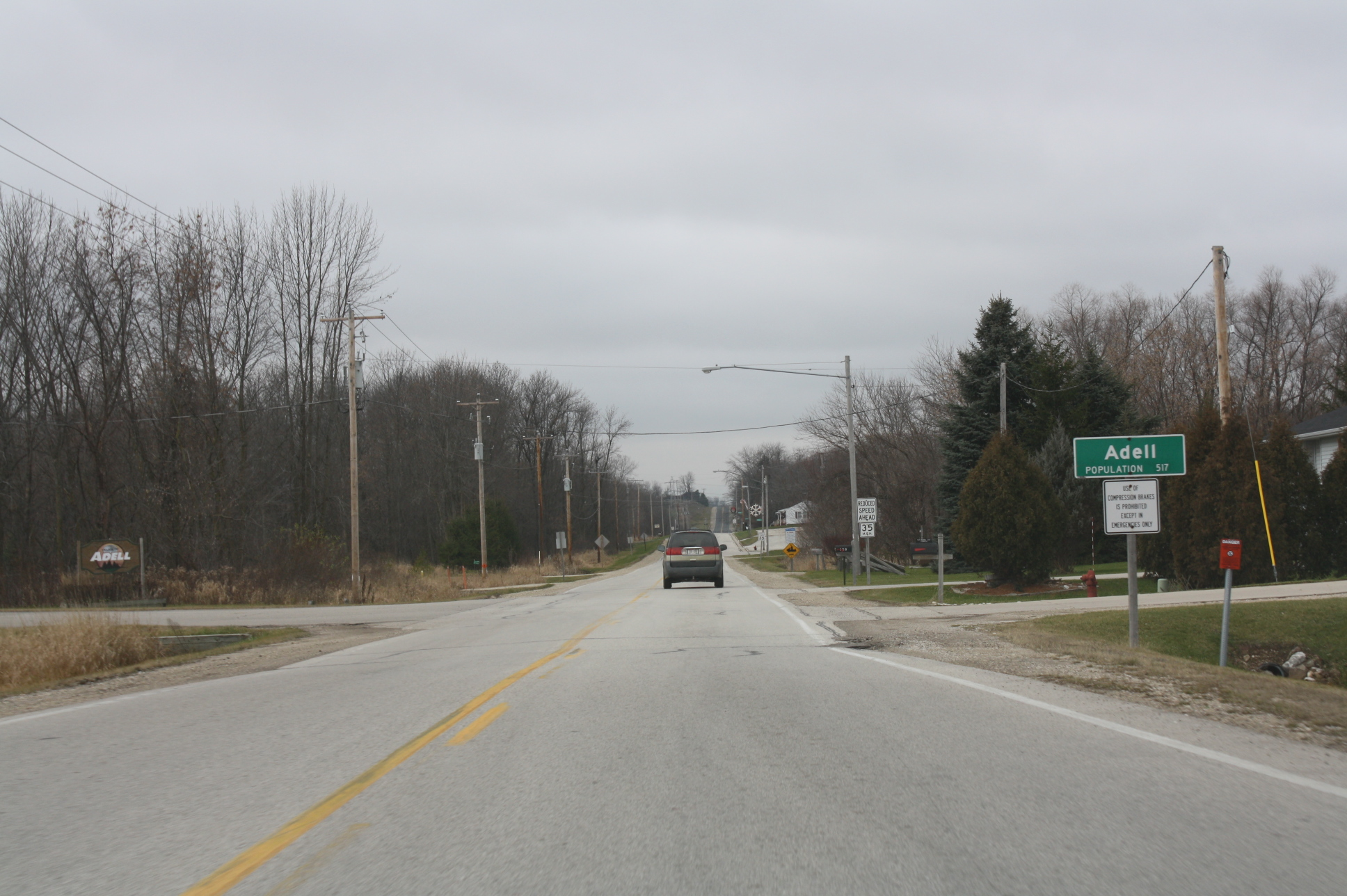
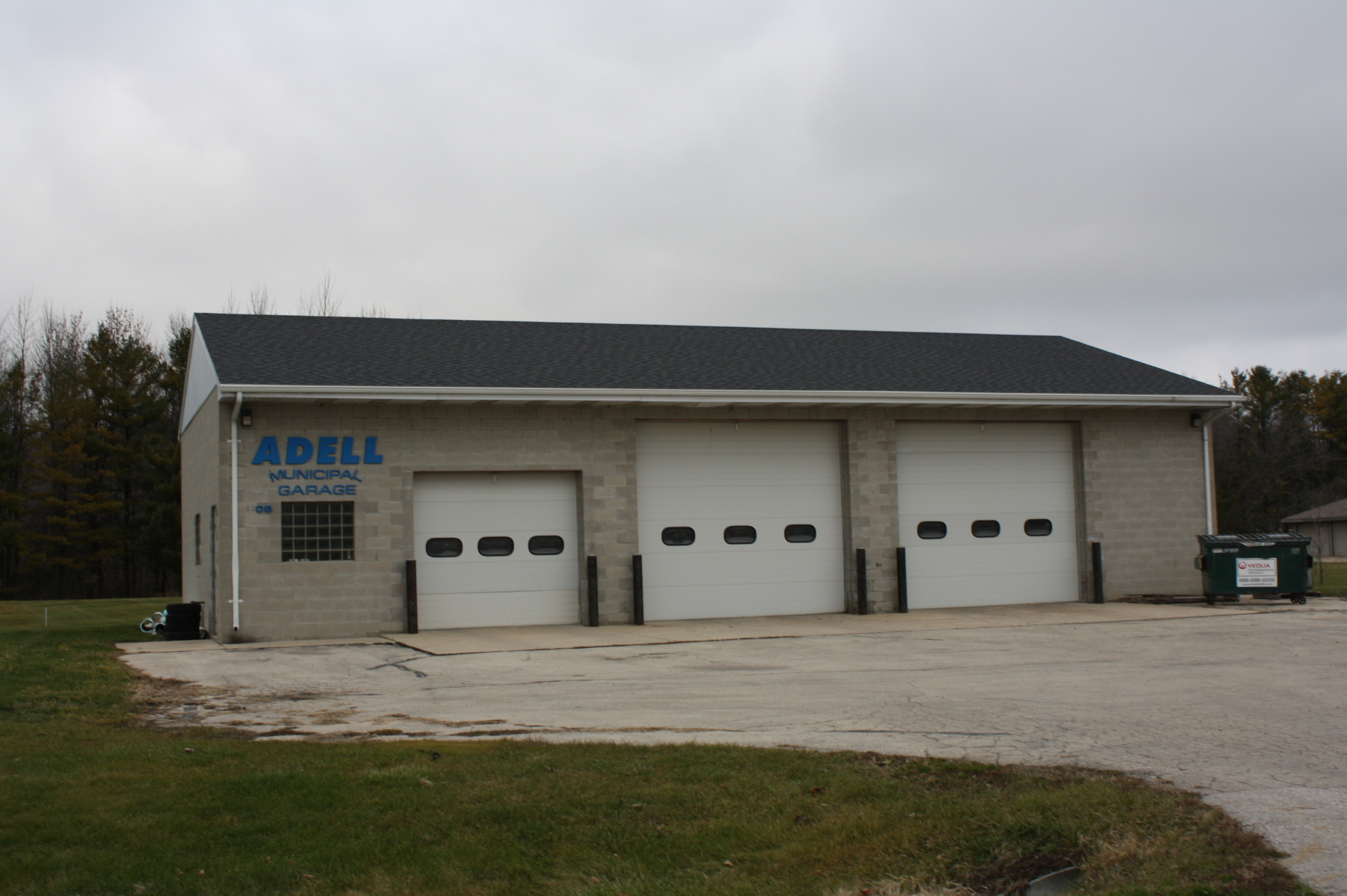